# Рудниковий дизелевоз

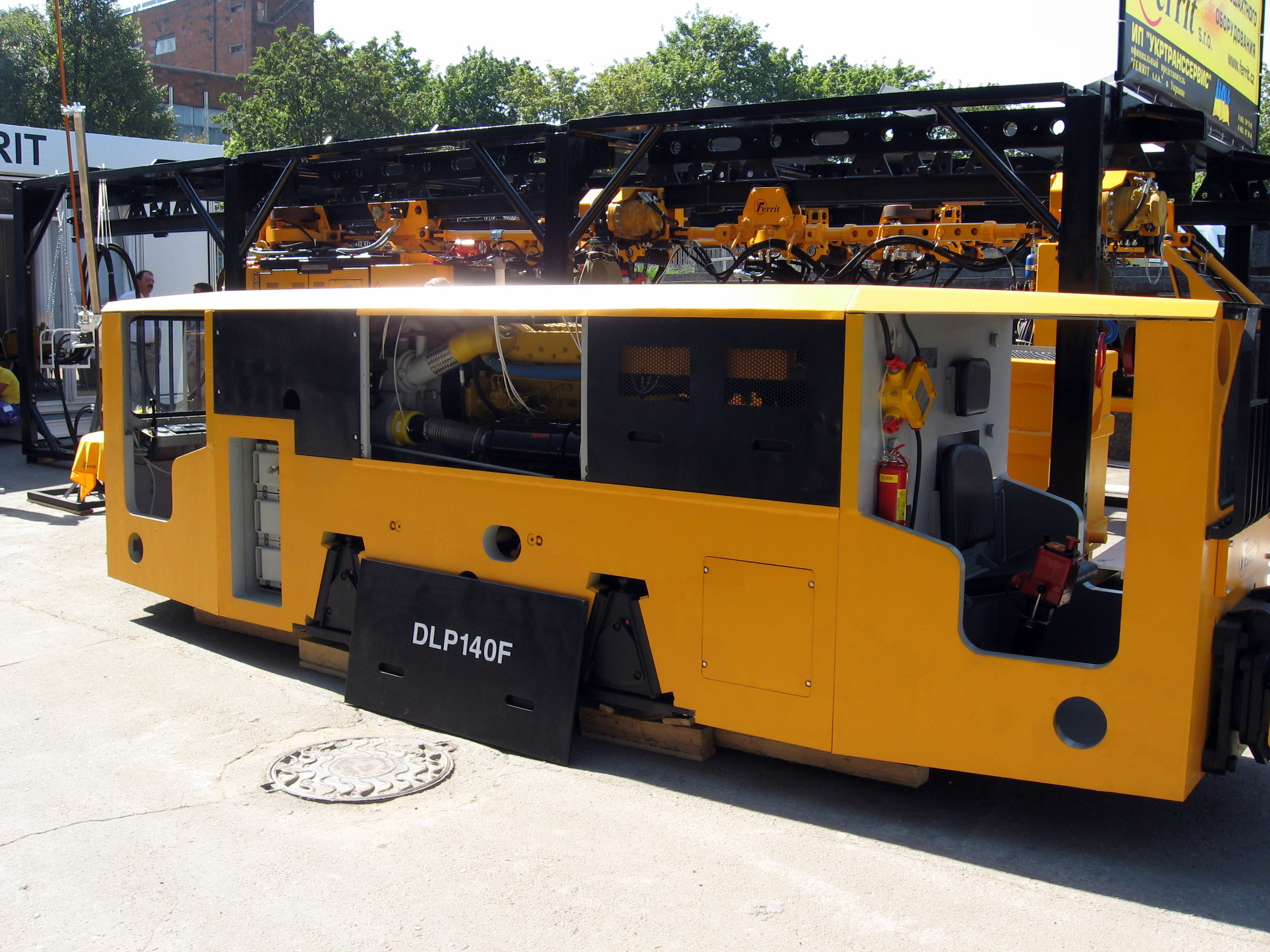
Рудниковий дизелевоз Ferrit DLP140F

Дизелевоз рудниковий (рос. дизелевоз рудничный, англ. mine diesel car, нім. Grubendieselfahrzeug n) – підземний локомотив з двигуном внутрішнього згоряння і спеціальними каталізаторами та фільтрами для допалення на вихлопі оксиду вуглецю та поглинання отруйних продуктів згоряння палива.
Дизелевоз у вибухобезпечному виконанні використовується при транспортуванні вантажів головними відкаточними і вентиляційними виробками шахт, небезпечних щодо газу і пилу (на свіжому і вихідному потоках повітря). Для шахт I і II категорій щодо газу випускаються локомотиви у виконанні РН (рудникове нормальне).
Дизелевоз складається із рами, механічної частини, дизельного двигуна, механічної і гідравлічної передач, системи охолодження і пристрою для очищення вихлопних газів.
Механічні частини дизелевоза і електровоза аналогічні. Потужні двигуни, запуск яких здійснюють інерційними пневматичними або гідравлічними пускачів, працюють на безсірковому паливі в режимі, який забезпечує подачу в циліндри повністю спалимої (збідненої) суміші. Вихлопні гази охолоджуються і очищаються хімічними розчинами, що сприяє зниженню забруднення шахтного середовища. У системі охолодження передбачається автоматичне відключення подачі пального на випадок припинення циркуляції води.